# Numa Murard
Numa Murard est un sociologue français, professeur de sociologie à l'université Paris VII - Diderot et à l'EHESS.
Son travail de recherche s'effectue dans un domaine délimité par la sociologie de l'État-providence, d'un côté, et, de l'autre, la sociologie des sociabilités et solidarités. Ses recherches portent sur le social en tant que récit articulé aux autres récits qui constituent le réseau des savoirs en sciences humaines. Il a fondé, avec Jean-François Laé et Annick Madec, l'Atelier de sociologie narrative.
Il participe à la rédaction des revues L'homme et la société et Mouvements.
Il a été tout jeune membre du Centre d'études, de recherches et de formation institutionnelles (CERFI) créé par Félix Guattari.